# Clear Lake (Dacota do Sul)
Clear Lake é uma cidade localizada no estado norte-americano de Dacota do Sul, no Condado de Deuel.

## Demografia
Segundo o censo norte-americano de 2000, a sua população era de 1335 habitantes.
Em 2006, foi estimada uma população de 1238, um decréscimo de 97 (-7.3%).

## Geografia
De acordo com o United States Census Bureau tem uma área de
8,3 km², dos quais 7,8 km² cobertos por terra e 0,5 km² cobertos por água.

## Localidades na vizinhança
O diagrama seguinte representa as localidades num raio de 24 km ao redor de Clear Lake.